# Anthus
Anthus és un gènere d'ocells de la família dels motacíl·lids (Motacillidae) característics per les seves cues llargues. El gènere és cosmopolita, amb espècies per tot el món, a excepció dels deserts més secs, els boscos tropicals i el territori continental de l'Antàrtida.
Són ocells esvelts, sovint de colors apagats, insectívors i habitants del camp obert. Són monògams i territorials. Fan el niu al sòl, on ponen fins a sis ous clapejats.
Als Països catalans crien el trobat (Anthus campestris), el grasset de muntanya (Anthus spinoletta) i la piula dels arbres (Anthus trivialis). Com a migradors o hivernants, també es poden distingir la piula gola-roja (Anthus cervinus) i la titella (Anthus pratensis). Altres espècies són guaitades esporàdicament.

## Llista d'espècies
Segons la classificació del Congrés Ornitològic Internacional (versió 11.1, 2021) aquest gènere està format per 46 espècies.
- Anthus richardi - piula de Richard.
- Anthus rufulus - piula oriental.
- Anthus australis - piula australiana.
- Anthus novaeseelandiae - piula de Nova Zelanda.
- Anthus cinnamomeus - piula africana.
- Anthus hoeschi - piula muntanyenca.
- Anthus godlewskii - piula de Godlewski.
- Anthus campestris - trobat.
- Anthus similis - piula becllarga.
- Anthus nicholsoni - piula de Nicholson.
- Anthus nyassae - piula boscana.
- Anthus vaalensis - piula del Vaal.
- Anthus leucophrys - piula llisa.
- Anthus pallidiventris - piula camallarga.
- Anthus pratensis - titella.
- Anthus trivialis - piula dels arbres.
- Anthus hodgsoni - piula de Hodgson.
- Anthus gustavi - piula del Petxora.
- Anthus roseatus - piula rosada.
- Anthus cervinus - piula gorja-roja.
- Anthus rubescens - piula nord-americana.
- Anthus spinoletta - grasset de muntanya.
- Anthus petrosus - grasset costaner.
- Anthus nilghiriensis - piula dels Nilgiri.
- Anthus sylvanus - piula de l'Himàlaia.
- Anthus berthelotii - piula de Berthelot.
- Anthus lineiventris - piula estriada.
- Anthus crenatus - piula roquera.
- Anthus brachyurus - piula cuacurta.
- Anthus caffer - piula de matollar.
- Anthus sokokensis - piula del Sokoke.
- Anthus melindae - piula de Malindi.
- Anthus chloris - piula pitgroga.
- Anthus gutturalis - piula de Nova Guinea.
- Anthus ruficollis - madanga.
- Anthus spragueii - piula de Sprague.
- Anthus lutescens - piula groguenca.
- Anthus peruvianus - piula del Perú.
- Anthus furcatus - piula beccurta.
- Anthus brevirostris - piula de la Puna.
- Anthus chacoensis - piula del Chaco.
- Anthus correndera - piula correndera.
- Anthus antarcticus - piula antàrtica.
- Anthus nattereri - piula ocràcia.
- Anthus hellmayri - piula de Hellmayr.
- Anthus bogotensis - piula andina.

La classificació d'aquest gènere és controvertida i de vegades són considerades per alguns autors, subespècies, el que altres consideren espècies de ple dret.